# Topielica (owad)
Topielica, topielnica (Ranatra linearis), dawniej nazywana także: łaziga, pluskwogon, pluskwogon igielnik, topielnica igielnik, – gatunek wodnego pluskwiaka różnoskrzydłego z rodziny płoszczycowatych i podrodziny Ranatrinae.

## Opis
Samce tego gatunku osiągają od 31,5 do 33 mm, a samice od 35 do 39 mm długości ciała. Dodatkowo długość rurki oddechowej wynosi od 25 do 34 mm. Grzbietowa część ciała ubarwiona brunatnie, a spodnia piaskowo-żółto. Uda przednich odnóży w podstawowej ½ nieco nabrzmiałe, a w ⅔ długości z ostrym guzkiem, od którego zaczyna się na wewnętrznej krawędzi owłosiona rynienka. Zakrywki półpokryw siatkowato użyłkowane, nie sięgają wierzchołka odwłoka. Sternit zakrywający segment genitalny u samców o bokach wypukłych, a u samic zwężający się szydełkowato.

## Biologia i ekologia
Gatunek preferuje zbiorniki wody stojącej o bogatej roślinności wodnej, rzadziej trafia się w mniejszych rzekach. Przemieszcza się powoli spacerując po łodygach i liściach lub pływając w pozycji ukośnej, odwłokiem do góry. Niewielka część osobników jest zdolna do lotu, u większości jednak mięśnie skrzydłowe zanikają. Drapieżnik czatujący nieruchomo na ofiary, którymi padają owady wodne i ich larwy, wodopójki, kijanki i drobne ryby. Zimują imagines. Jaja składane są od maja do lipca do łodyg roślin i wyposażone w dwie rurki oddechowe. Larwy trzymają się blisko powierzchni. Dorosłe żyją około dwóch lat.

## Rozprzestrzenienie
Gatunek palearktyczny. Występuje w Europie, północno-zachodniej Afryce, a na wschód sięga do Azji Mniejszej i zachodniej Syberii. W Europie wykazany z Albanii, Andory, Austrii, Białorusi, Belgii, Bośni i Hercegowiny, Bułgarii, Chorwacji, Czech, Danii, Estonii, europejskiej Turcji, Finlandii, Francji, Grecji, Hiszpanii, Holandii, byłej Jugosławii, Liechtensteinu, Litwy, Luksemburgu, Łotwy, obwodu królewieckiego, Macedonii Północnej, Malty, Mołdawii, Niemiec, Norwegii, Polski, Portugalii, Rumunii, Rosji, Słowacji, Słowenii, Szwecji, Szwajcarii, Ukrainy, Węgier, Włoch i Wielkiej Brytanii